# Lovro Toman
Lovro Toman, slovenski pravnik, govornik, pesnik, poslanec v dunajskem državnem zboru, * 10. avgust 1827, Kamna Gorica, † 15. avgust 1870, Rodaun pri Dunaju.

## Življenje
Lovro Toman se je rodil kot deveti otrok premožne fužinarske družine, mami  Heleni (rojena Hribar) in očetu Janezu, ki je umrl, ko je bilo Lovru komaj devet let. Naslednje leto, jeseni 1836, je začel svoje šolanje na ljudski šoli – normalki v Ljubljani, nadaljeval na ljubljanski gimnaziji in jo končal leta 1845. Nato se je vpisal na študij prava na Dunaju. Že med študijem je postajal znan pesnik in govornik, pa tudi politik. Zaradi zaprtja univerze na Dunaju je študij zaključil in doktoriral v Gradcu, leta 1852.
Okrog leta 1850 si je dopisoval s svojo zaročenko, Josipino Urbančič Turnograjsko. Njuna dolga pisma, nekatera obsegajo tudi 25 strani, so pomemben zgodovinski vir spoznavanja takratnega meščanskega življenja. Leta 1853 sta se poročila. Zaradi Lovrovega dela sta se istega leta skupaj preselila v Gradec. Josipina je naslednje leto za posledicami ošpic in težkega poroda umrla v starosti komaj 21 let. Po ženini smrti se je Toman vrnil na Kranjsko in se kot odvetnik zaposlil v Radovljici. Tam je bil marca 1861 izvoljen v kranjski deželni zbor, ta pa ga je dne 10. aprila 1861 imenoval za poslanca v državnem zboru na Dunaju. Leta 1863 se je preselil v Ljubljano, kjer je prevzel odvetništvo in se poročil z Luizo Altman.
Za posledicami dolgotrajne bolezni je umrl na Veliki šmaren v Rodaunu pri Dunaju. Pokopan je bil v Kamni Gorici, svojem rodnem kraju.

## Delo
Lovro se je v zgodovino vpisal že kot šestošolec s prvim javnim slovenskim govorom – v čast ljubljanskega župana Janeza Nepomuka Hradeckega je namreč v slovenščini recitiral Prešernove ode. Od takrat dalje je bil reden govorec na pomembnih družbenih dogodkih, kjer si je z narodnobuditeljskimi idejami prislužil vzdevek slovenski Leonido, nemški nasprotniki pa so po njem Kranjsko imenovali Tomanija (»Tomanien«).
Svoje rodoljubne misli je izražal tudi skozi poezijo, že za časa svojega življenja je bil namreč znan tudi kot pesnik. Tako je leta 1849 izdal pesniško zbirko Glasi domorodni, leta 1862 pa je napisal besedilo za pesem Mar i Bor, ki jo je na proslavi v počastitev obletnice prve mariborske čitalnice zapel Čitalniški pevski zbor. Zavzemal se je tudi za organizacijsko slovenskih tekmovanj pesnikov, po vzoru antičnih Grkov. Predlagal je tudi postavitev kipov Vodniku in Prešernu.
Kot politik in poslanec se je zavzemal proti dualizmu med Ogrsko in deželami zastopanimi v državnem zboru, dosledno je spoštoval in se zavzemal za uporabo slovenskega jezika. V ta namen se je zavzemal tudi za ustanovitev Slovenske matice, po ustanovitvi leta 1865 pa je postal njen prvi predsednik.